# پیرقاسم
پیرقاسم، روستایی از توابع بخش دینور شهرستان صحنه در استان کرمانشاه ایران است.

## جمعیت
این روستا در دهستان دینور قرار دارد و براساس سرشماری مرکز آمار ایران در سال ۱۳۸۵، جمعیت آن ۲۴ نفر (۶خانوار) بوده‌است.